# Ріофріо (Авіла)
Ріофріо (ісп. Riofrío) — муніципалітет в Іспанії, у складі автономної спільноти Кастилія-і-Леон, у провінції Авіла. Населення — 252 особи (2010).
Муніципалітет розташований на відстані близько 90 км на захід від Мадрида, 13 км на південний захід від Авіли.
На території муніципалітету розташовані такі населені пункти: (дані про населення за 2010 рік)
- Кабаньяс: 47 осіб
- Ескалонілья: 33 особи
- Ріофріо: 172 особи

## Демографія
Динаміка населення (INE ):